# Катерина Сієнська
Катерина Сієнська (італ. Caterina da Siena; 25 березня 1347, Сієна — 29 квітня 1380, Рим) — домініканська терціарка, учителька Церкви, політична діячка, дипломатка, християнська свята епохи Середньовіччя. Покровителька Європи.
Катерина Сієнська відома не лише своїми містичними переживаннями, але й активною участю в суспільному житті свого часу, в оновленні церкви та суспільства. Займалася активною політичною та миротворчою діяльністю, сприяла поверненню пап в Рим з Авіньйонського полону, переконавши Григорія XI перенести Святий Престол назад до Рима.

## Біографія
Народившись 24-тою дитиною в родині маляра, у 7 років присвятила своє дівоцтво Ісусу, а в 15-річному віці вступила до спільноти світських Домініканців. У 28 років під час Великого посту отримала стигмати, хоча вони проявилися на тілі лише після її смерті.
За своє недовге життя (св. Катерина померла у 33-річному віці від нервової анорексії) відвідала Авіньйон, попри всі перешкоди, переконала Папу Григорія XI повернутися до Риму, діяла як амбасадорка і посередниця у конфлікті між ним і флорентійцями, а згодом стала радницею наступного Папи Урбана VI.
Однією з улюблених молитов св. Катерини була «Я вірю в Христа Ісуса, не в себе».
У 1970 році папа Павло VI проголосив св. Катерину Учителькою Церкви, вона однією з перших жінок удостоїлася цього звання. У 2000 році папа Іван Павло II проголосив св. Катерину Сієнську покровителькою Європи.

## Листи Катерини Сієнської

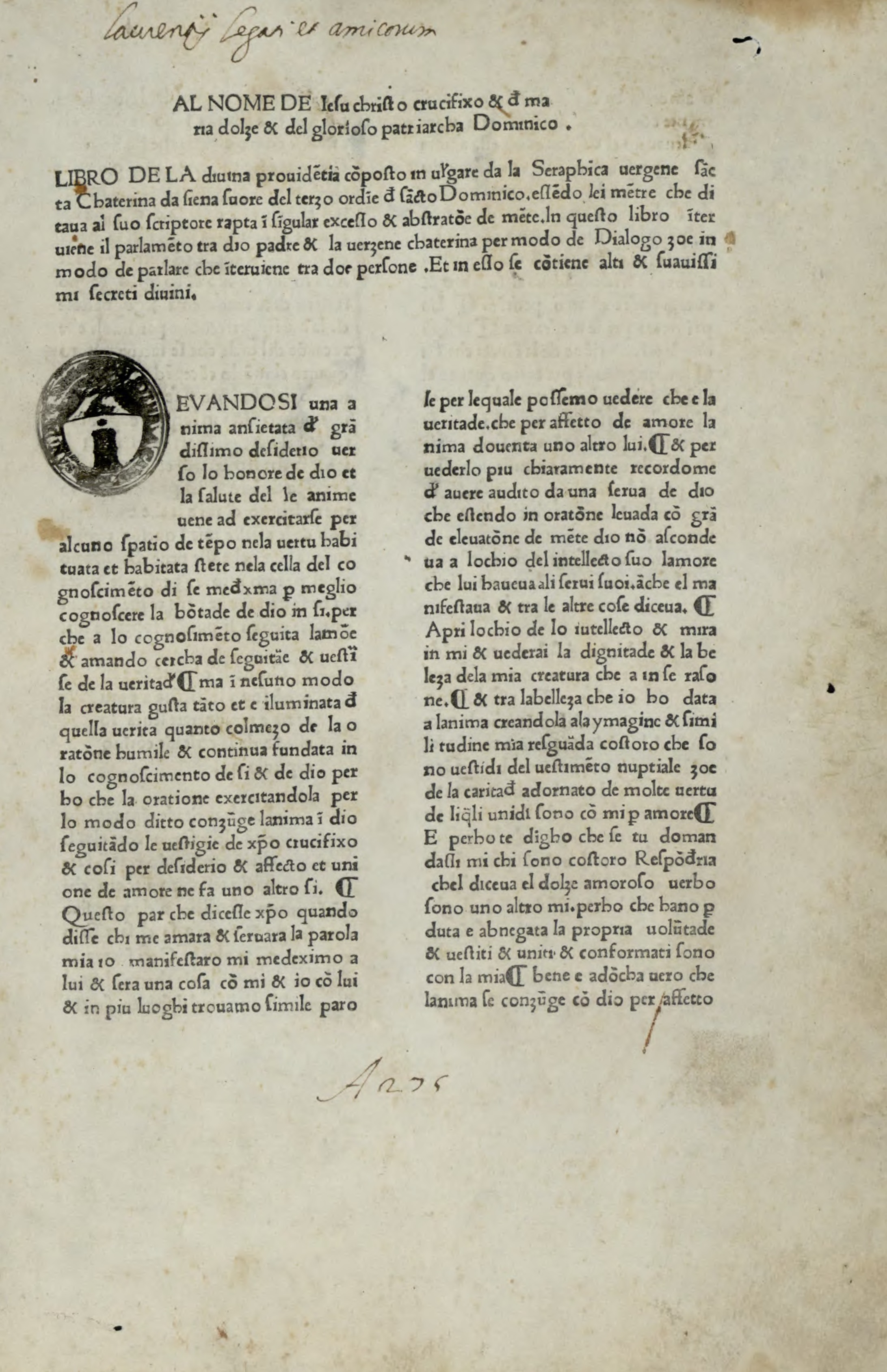
Libro della divina dottrina, c. 1475

Катерина Сієнська є авторкою близько 400 листів, хоча навчилася писати лише в кінці життя. Вона ніколи не боялася казати правду можновладцям. Але всі її листи — відверті, проникнуті глибокою любов'ю і турботою до адресата. Св. Катерина досягла досконалості у дипломатичних перемовинах з Папою.
Саме її епістолярна спадщина розкриває позицію святої щодо суспільного життя й участі християн у ньому.

### Листи політикам: внутрішня формація політика
В рамках політичної діяльності св. Катерина адресувала численні листи найвпливовішим політикам свого часу. Її політична етика знаходить свій вираз у листі до 15 вельмож, захисників міста Сієни (№ 121): «Не можна керувати іншими, якщо не вмієш керувати собою». Адже той, хто не знає себе і не володіє собою, не може бути добрим політиком. Володіти собою не означає мати психологічні навички на кшталт сучасного поняття «самоконтроль» (англ. self-control), але — «панувати над собою», перемагати свої пристрасті. Іншими словами, володіння собою означає моральність.
Серед інших необхідних для політика чеснот св. Катерина особливо підкреслює мужність, сміливість, пошук не власного, але загального добра. Політик має пам'ятати, що він відповідальний за свої вчинки не лише перед людьми, а й перед Богом.
Св. Катерина постійно наголошує на тому, що земна влада, так само як і державний устрій, є тимчасовими, «позиченими». Адже правдиве громадянство християн — на небі. Проте це не означає, що політика є прероґативою лише професійних політиків.

### Політика як обов'язок
Наслідуючи аристотелівську і томістську традицію, Катерина Сієнська вважала, що людина є «animalis socialis», а суспільство — один із вимірів людини, соціальної з природи. Кожен із нас живе в певному «полісі» (гр. місто-держава), і тому має обов'язок зробити свій внесок у політику.
Спокусу аполітизуватися, щоб уникати контакту з несправедливостями соціуму, такими як корупція та бюрократія, св. Катерина Сієнська вважає нехристиянською позицією. За її настановами, християнин не переховується «в лісі», не відмежовується від несправедливого світу.
Яскравим прикладом цього є її лист № 326 до двох монахів-авґустинців, які відмовилися полишити своє відлюдне місце в лісі, хоча церква дуже потребувала їхньої присутності в Римі. «Вставайте, любі! Не спіть, настав час чування», — неодноразово закликає св. Катерина. І з прикрістю додає: «Дійсно, духовне життя є надто поверховим, якщо воно зникає зі зміною місця. Невже Бог має упередження до місць, і Його можна знайти лише в лісах, а не там, де в Ньому є потреба?».
У листах святої, як і в усьому її житті, всі християни запрошені бути цілісними людьми, цілком зайняти своє місце у світі, не залишаючи вільного місця, сміливо взявши на себе відповідальність за сучасний світ.

## Цитати
«Багато з тих, хто керують містами й фортецями, не керують собою; але будь-яке керівництво без цього — жалюгідне й не тривке»